# De S'Avenc
De S'Avenc es un cultivar de higuera de tipo higo común Ficus carica, unífera con higos de epidermis de color de fondo morado marronáceo con sobre color verdoso claro. Se cultiva en la colección de higueras de Montserrat Pons i Boscana en Llucmajor, Islas Baleares.

## Sinonimia
- „sin sinónimo“,[4][6][7]

## Historia
Actualmente la cultiva en su colección de higueras baleares Montserrat Pons i Boscana, rescatada de un ejemplar o higuera madre localizada y cultivada en la finca cerealista de "ses Cosmes" en el término de Llucmajor, propiedad de Francesc Mir i Tomàs, es la única higuera que queda de las cuatro existentes que fueron plantadas por Antoni Salvà en este lugar hace más de cien años al lado de una sima.
La variedad 'De S'Avenc' se denominó de este modo por ubicarse cerca de una sima (Avenc:Sima, en las Baleares).

## Características
La higuera 'De S'Avenc' es una variedad unífera de tipo higo común. Árbol de mediana vigorosidad, con un buen desarrollo, y ramaje alargado, con copa deforme de ramaje y follaje denso. Sus hojas son de 1 lóbulo en su mayoría, y menos de 3 lóbulos. Sus hojas con dientes presentes márgenes serrados, ángulo peciolar obtuso. 'De S'Avenc' tiene mucho desprendimiento de higos, un rendimiento productivo elevado y periodo de cosecha prolongado. La yema apical cónica de color verde amarillento.
Los frutos 'De S'Avenc' son higos de un tamaño de longitud x anchura:43 x 48 mm, con forma de pera, simétricos en la forma y uniformes en las dimensiones, que presentan unos frutos medianos-grandes de unos 32,430 gramos en promedio, de epidermis con consistencia mediana, grosor de la piel gruesa, con color de fondo morado marronáceo con sobre color verdoso claro. Ostiolo de 2 a 4 mm con escamas grandes rosadas. Pedúnculo de 2 a 5 mm cilíndrico verde claro. Grietas reticulares marcadas al final de la maduración. Costillas prominentes. Con un ºBrix (grado de azúcar) de 25 de sabor dulce sabroso, con color de la pulpa rojo blanquecino. Con cavidad interna mediana, con aquenios pequeños y medianos. Los higos maduran durante un periodo de cosecha largo, de un inicio de maduración sobre el 18 de agosto hasta 12 de noviembre. De buen rendimiento productivo y periodo de cosecha prolongado.
Se usa como higos frescos en alimentación humana. Difícil abscisión del pedúnculo y buena facilidad de pelado. Resistentes a las lluvias, y a la apertura del ostiolo, pero susceptibles al desprendimiento.

## Cultivo
'De S'Avenc', se utiliza como higos frescos en humanos. Se está tratando de recuperar de ejemplares cultivados en la colección de higueras baleares de Montserrat Pons i Boscana en Llucmajor.